# 宮内和也
宮内 和也（みやうち かずや、1990年頃 - 2007年6月）は、日本の高校生。大阪府出身。小学2年生で悪性腫瘍を患いながらも、モササウルスの古生態学的研究に生涯を捧げ、日本学生科学賞や日本地質学会優秀賞を受賞。2007年没。研究は小西卓哉に引き継がれ、また各種メディアで特集された。きしわだ自然友の会会員。

## 生い立ち
大阪府岸和田市にて生まれる。小学1年生（6歳）で古生物学への関心を抱く。小学校での自由研究では自身で採集した化石とそのレポートを提出し、岸和田市のコンクールで特選を受賞した。
小学2年生（8歳）で悪性腫瘍を患っていることが判明し、余命10年と診断される。それ以降、音楽をはじめとする他の趣味を諦めて古生物学研究に時間を費やす。当初は恐竜などのモササウルス以外の古生物の研究も行っていたが、最終的に研究対象をモササウルスのみに絞ることになった。飛翔館高等学校に進学後、後述する日本地質学会の研究発表から9か月後にあたる2007年6月に死去。17歳没。

## 研究
中学3年から高校1年にかけての約2年間で、入院生活を挟みながら前後長1メートルを超えるモササウルスの頭骨模型を製作。この製作過程でモササウルスの下顎の関節の機能に着目し、モササウルスが関節を用いて口を左右方向にも大きく開き、発生する水流と共に獲物を吸い込んで捕食していたと仮説を立てた。
2005年には大阪市立科学館で開催された第6回「こどものためのジオ・カーニバル」で研究発表を行い、2005年と2006年に大阪府学生科学賞を受賞。高校2年生であった2006年には日本地質学会の小・中・高地学研究発表会で発表し、優秀賞を受賞した。日本学生科学賞も受賞している。没後、受賞論文「モササウルスの食性を考える」は日本古生物学会の発行する雑誌『化石』に掲載された。論文の体裁は真鍋真と大路樹生が整えた。

## 没後
2010年にはきしわだ自然資料館でモササウルスの特別展が開催され、宮内による上記の頭骨模型と研究論文が展示された。2021年には、テレビ放送の視聴者の提案で、福岡県大牟田市内の飲食店で1/10サイズのモササウルス全身模型や貝化石などと共に大型模型が展示された。
2018年にはモササウルスの研究者である小西卓哉が自宅を訪問し、宮内の研究の引継ぎを申し出た。宮内の化石コレクションや製作した模型はそのまま保管されていた。
2019年には『NHKスペシャル』「恐竜超世界」、2021年には『ダーウィンが来た!』「史上最強!海の王者モササウルス」が宮内の研究に基づいて制作されている。